# ميلورا والترز
ميلورا والترز (بالإنجليزية: Melora Walters)‏ ممثلة أمريكية من مواليد 21 أكتوبر 1959.

## مواقع خارجية
- ميلورا والترز على موقع IMDb (الإنجليزية)
- ميلورا والترز على موقع ألو سيني (الفرنسية)
- ميلورا والترز على موقع أول موفي (الإنجليزية)
- ميلورا والترز على موقع قاعدة بيانات برودواي على الإنترنت (الإنجليزية)
- ميلورا والترز على موقع قاعدة بيانات الأفلام السويدية (السويدية)
- ميلورا والترز على موقع إن إن دي بي (الإنجليزية)
- ميلورا والترز على موقع قاعدة بيانات الفيلم (الإنجليزية)
- ميلورا والترز على موقع كينوبويسك (الروسية)
- صفحة ميلورا والترز على موقع الفيلم